# Husqvarna SM570r
Husqvarna SM570 fue una motocicleta de tipo doble propósito o enduro fabricada por Husqvarna Motorcycles S.r.l. de 2001 a 2004. Diseñada para las competiciones de Enduro. Por tener de fábrica luz frontal y luces de freno atrás, es legal para circular en vías públicas pero dependiendo de la legislación del lugar, puede ser necesaria la instalación de uno o dos espejos laterales. Puede usarse como motocicleta de uso diario y salidas ocasionales a campo y montaña (con remolque por su baja autonomía), por caminos pavimentados o sin pavimentar.

## Características
Originalmente pensada para competencias de Enduro, tiene un asiento largo y delgado para deslizarse al subir o bajar pendientes, o hacer caballitos. El arranque es por patada y no tiene batería para aligerar el peso. Con una rasurada a la cabeza y modificaciones al carburador, se pueden lograr con facilidad 60 CV. La caja de velocidades logra transiciones rápidas y suaves.